# Ghiacciaio Venzke
Il ghiacciaio Venzke (in inglese Venzke Glacier) è un ampio ghiacciaio situato sulla costa di Hobbs, nella parte occidentale della Terra di Marie Byrd, in Antartide. Il ghiacciaio, il cui punto più alto si trova ad oltre 600 m s.l.m., fluisce in direzione nord scorrendo tra il colle Bowyer e la dorsale di Perry fino ad andare ad alimentare la piattaforma glaciale Getz.

## Storia
Il ghiacciaio Venzke è stato scoperto e fotografato nel dicembre 1940 durante una ricognizione aerea effettuata da membri del Programma Antartico degli Stati Uniti d'America ed è stato poi mappato dallo United States Geological Survey grazie a ricognizioni terrestri dello stesso USGS e a fotografie aeree scattate dalla marina militare statunitense nel periodo 1959-66; esso è stato poi così battezzato nel 1974 dal Comitato consultivo dei nomi antartici in onore del capitano Norman C. Venzke, della guardia costiera statunitense, ufficiale comandante della USCGC Northwind (WAGB-282), di servizio in Antartide nel 1972-73, e membro dell'equipaggio di diverse rompighiaccio nel corso di varie operazioni Deep Freeze.